# مينك بيتيرس
مينك بيتيرس (28 مايو 1998 في هولندا - ) (بالهولندية: Mink Peeters)‏ هو لاعب كرة قدم هولندي في مركز الهجوم. لعب مع ريال مدريد.

## روابط خارجية
- مينك بيتيرس على موقع قاعدة بيانات كرة القدم.إي يو (الإنجليزية)
- مينك بيتيرس على موقع عالم كرة القدم.نت (الإنجليزية)